# Hope Hicks
Hope Charlotte Hicks, född 21 oktober 1988 i Greenwich i Connecticut, är en amerikansk PR-konsult och före detta modell. Hon tjänstgjorde som president Donald Trumps kommunikationschef vid Vita Huset mellan augusti 2017 och mars 2018. Hon var tidigare pressekreterare och kommunikationschef i Trumps presidentkampanj 2016. Innan dess var hon anställd vid Trump Organization.
Den 28 februari 2018 tillkännagav Hicks att hon kommer att lämna sin post som Vita Husets kommunikationschef. Hicks avgick officiellt den 29 mars 2018. 
Den 9 mars 2020 återvände hon som medarbetare i Vita Huset 
Den 1 oktober 2020 meddelades det att Hicks hade testat positivt för Covid-19.

## Uppväxt och studier
Hope Hicks växte upp i Greenwich i Connecticut. Under sina barn- och ungdomsår var hon modell och tillsammans med sin äldre syster medverkade hon bland annat vid en Ralph Lauren-kampanj. Hon studerade i Greenwich High School, med examen 2006. Därefter studerade hon engelska vid Southern Methodist University i Dallas i Texas, med en kandidatexamen 2010.

## Karriär
Hope Hicks arbetade i PR-byrån Zeno Group i New York, och från 2012 i PR-firman Hiltzik Strategies i New York, bland annat för Ivanka Trumps modeföretag och senare för andra företag inom Trump-gruppen. År 2014 övergick hon till anställning i Trump Organization, från januari 2015 som pressekreterare för Donald Trump, när denne förberedde en presidentkandidatur 2016.
Efter att Trump blivit vald till president anställdes hon från januari 2017 som ansvarig för "strategiska kommunikationer" och utnämndes i september 2017 till kommunikationschef i Vita huset.